# كيكو كيتاغاوا
كيكو كيتاغاوا (اليابانية:北川 景子، من مواليد 22 أغسطس 1986) ممثلة وعارضة أزياء يابانية سابقة، كانت عارضة أزياء حصرية لمجلة سافنتين اليابانية من أواخر عام 2003 إلى منتصف عام 2006 ، وتوقفت عن عرض الأزياء عندما غادرت المجلة.

## جوائز
- 2008: الدورة الخامسة والستون لجوائز أكاديمية الدراما التلفزيونية: جائزة خاصة[1]

## روابط خارجية
- Official agency profile
- English translation of blog
- كيكو كيتاغاوا على موقع IMDb (الإنجليزية)
- كيكو كيتاغاوا على موقع ألو سيني (الفرنسية)
- كيكو كيتاغاوا على موقع ميوزك برينز (الإنجليزية)
- كيكو كيتاغاوا على موقع أول موفي (الإنجليزية)
- كيكو كيتاغاوا على موقع قاعدة بيانات الفيلم (الإنجليزية)
- كيكو كيتاغاوا على موقع كينوبويسك (الروسية)